# Kozoroh 1
Kozoroh 1 je filmový thriller z roku 1978 o falšovaném přistání na Marsu. Scénář napsal a film režíroval Peter Hyams.

## Děj
Děj je umístěn do 70. let 20. století a jde o první misi s posádkou na Mars. NASA a Dr. James Kelloway (Hal Holbrook) ví, že vadný systém podpory života znemožňuje úspěšný let, a tak se z politických a finančních důvodů rozhodnou zfalšovat přistání na Marsu namísto zrušení mise.
Několik minut před startem je posádka lodi přesunuta na starou opuštěnou základnu letectva v poušti. Televize vysílá start podle plánu, ale veřejnost si není vědoma, že loď (Kozoroh 1) letí bez posádky.
Na základně jsou astronauti informováni o podvodu. Astronauté podvod odmítnou, ale úřady je přinutí prostřednictvím hrozby jejich rodinám. Astronauté zůstanou v zajetí několik měsíců a nafilmují fingované přistání na Marsu. Že se jedná o podvod, je známo pouze několika zasvěceným úředníkům. Technik Elliot Whittier (Robert Walden) narazí na bizarní technickou anomálii, jelikož signál přenosu posádky zachytí na Zemi dříve, než dorazí telemetrie z lodi. Je touto anomálií zmaten a chce věc vyšetřit, jeho vedoucí to ale odmítne. Whittier tuto anomálii sdělí svému příteli, novináři Robertu Caulfieldovi (Elliott Gould) v baru. Později technik Whittier záhadně zmizí. 
Caulfield zjišťuje, že všechny důkazy života jeho přítele byly odstraněny, a začne prošetřovat misi na Mars. Vláda se Caulfielda pokusí zabít, ale novinář přežije. Mezitím na základně astronauté zjišťují, že se jich kvůli udržení tajemství vláda rozhodne zbavit. Ve chvíli, kdy záchranný modul shoří během návratu na Zemi při průletu atmosférou, jsou prohlášeni za mrtvé. Astronauté se pokusí o útěk, aby dokázali, že jde o podvod. Pokusí se z pouště dostat zpátky do civilizace a jsou přitom pronásledováni vrtulníky.
Na konci je Brubaker jediný člen posádky, kterému se podaří uniknout. Willis a Walker jsou chyceni a pravděpodobně zavražděni. Caulfieldovo vyšetřování ho vede do pouště, kde najde vojenskou základnu a s pomocí pilota (Telly Savalas) zachrání Brubakera předtím, než ho vrtulníky chytnou nebo zabijí.
Film skončí odhalením podvodu ve chvíli, kdy se Brubaker dostane na pohřební obřad kosmonautů za živého televizního přenosu a před tucty na pohřbu přítomných svědků.

## Hrají
- Elliott Gould … Robert Caulfield
- James Brolin … plukovník Charles Brubaker, USAF
- Sam Waterston … podplukovník Peter Willis, USAF
- O. J. Simpson … velitel John Walker, USN
- Hal Holbrook … Dr. James Kelloway
- Brenda Vaccaro … Kay Brubaker
- Karen Black … Judy Drinkwater
- David Doyle … Walter Loughlin
- Robert Walden … Elliot Whittier
- Telly Savalas … Albain

## Kritika
Odborná kritika vyčítala tvůrcům filmu chyby – pohyb jako na Měsíci či domluva se Zemí bez zpoždění ze vzdálenosti. Pro nespornou napínavost jej diváci přijali dobře.